# Ministero dell'università e della ricerca
El Ministero dell'università e della ricerca (anteriorment,Ministero dell'università e della ricerca scientifica e tecnologica, en acrònim MURST) va ser un ministeri del Govern italià responsable de l'administració de la universitat i la recerca científica i tecnològica del país.
El 2008 va ser combinat amb el Ministeri d'Educació per formar el Ministeri d'Educació, Universitat i Investigació.